# Подводные лодки проекта 667А «Навага»
Подводные лодки проекта 667А «Навага» — серия советских атомных подводных лодок с баллистическими ракетами, служивших с 1967 года до начала 1990-х годов. Многие лодки проекта были перестроены по различным проектам и первыми получили новые образцы ракетного или гидроакустического вооружения. Было построено 34 подводных лодки, одна из них, К-219, погибла в 1986 году во время боевого патрулирования в Саргассовом море.

## История создания
Работа по созданию подводного ракетоносца второго поколения была начата в 1958 году в ЦКБ-18 под руководством главного конструктора А. С. Кассациера. Основное вооружение лодки первоначально должно было состоять из 8 жидкотопливных ракет Р-21 пускового комплекса Д-4, или 8 твердотопливных ракет пускового комплекса Д-6, которые разрабатывались параллельно и по одному техническому заданию.
В 1962 году в качестве основного вооружения проекта 667А был выбран ракетный комплекс Д-5 с жидкостной баллистической ракетой Р-27. Благодаря сравнительно небольшим габаритам на лодке удалось разместить 16 ракет, а по основным параметрам и техническим решениям проект оказался близок к американским ПЛАРБ типа «Джордж Вашингтон» настолько, что советские АПЛ даже получили прозвище «Ваня Вашингтон».
Проект был выполнен в ЛПМБ «Рубин», Генеральным конструктором проекта являлся Сергей Никитич Ковалёв.

## Конструкция

### Корпус
Лёгкий корпус имеет обтекаемую форму и выполнен из стали ЮЗ. Прочный корпус имеет форму цилиндра диаметром 9,4 м, выполнен из маломагнитной стали АК-29 толщиной 40 мм. Шпангоуты выполнены из симметричных сварных тавров. Переборки выполнены из стали АК-29 толщиной 12 мм, рассчитаны на давление 10 атмосфер и разделяют прочный корпус на 10 отсеков:
1. торпедный отсек;
2. аккумуляторный отсек, жилые помещения, офицерские каюты;
3. центральный пост, пульт ГЭУ;
4. ракетный отсек;
5. ракетный отсек;
6. дизель-генераторный отсек;
7. реакторный отсек;
8. турбинный отсек;
9. турбинный отсек;
10. электродвигательный отсек.

Шумность лодки на 4 узлах: 100—130 Дб на 1 Па на расстоянии 1 м

### Вооружение

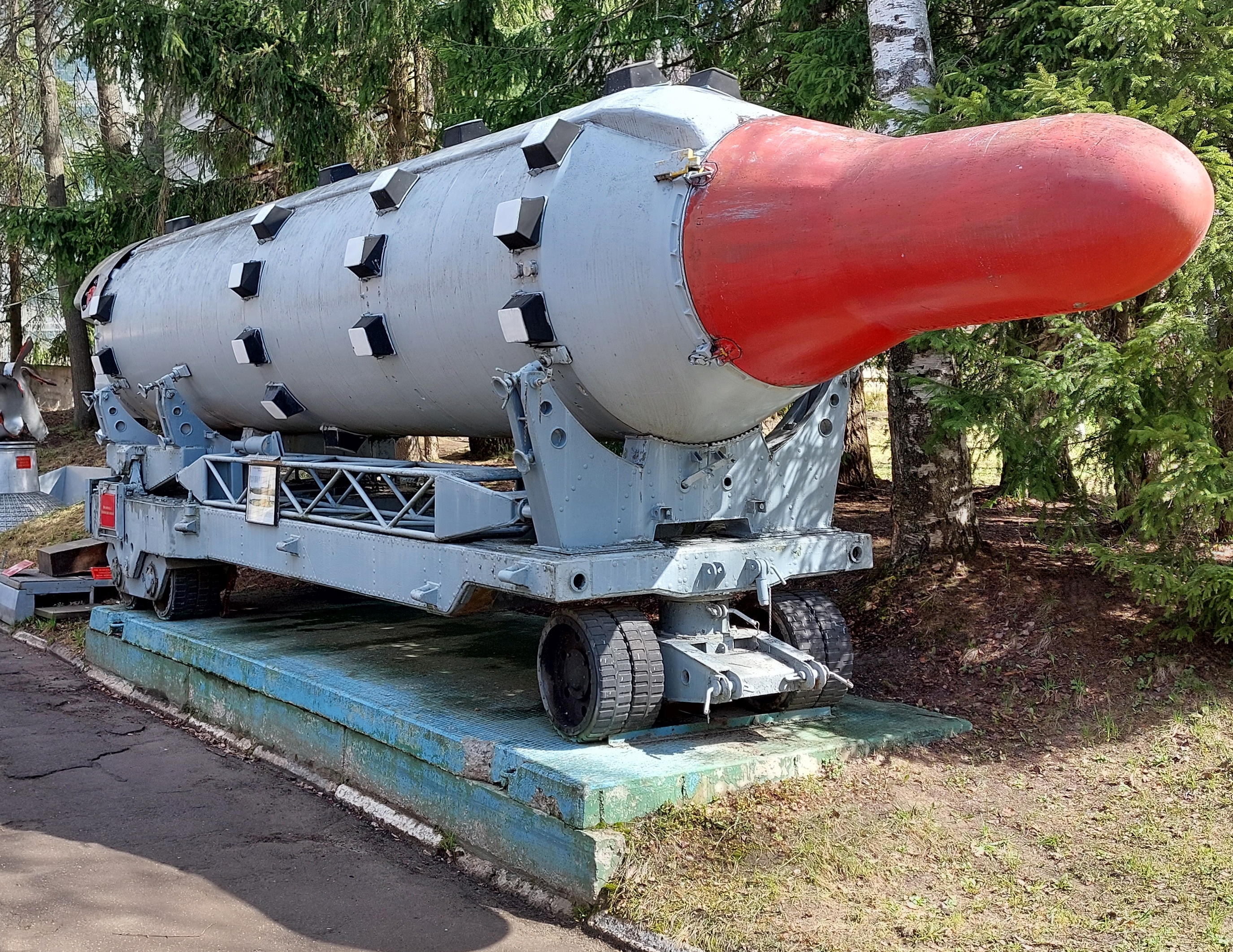
Ракета Р-27 (РСМ-25) в музее С. П. Королёва

Основным вооружением кораблей проекта 667А являются 16 баллистических жидкотопливных ракет Р-27 в вертикальных шахтах. Ракеты имеют массу по 14,5 тонн и дальность действия 2 400 км. Отработкой ракетного комплекса Д-5 занималось ЦКБ-16.
Торпедное вооружение лодок составляют 6 носовых торпедных аппаратов, в том числе 4 калибра 533 мм для стрельбы противолодочными и противокорабельными торпедами и 2 калибра 400 мм для стрельбы самоходными приборами постановки помех (имитаторами пл). Общий боекомплект составляет 16 торпед, в том числе две торпеды с ядерными боевыми частями и 4 самоходных прибора постановки помех (имитатора пл). В особых случаях дополнительный торпедный боекомплект 12 торпед, может быть принят в помещение переоборудованной (в заводских условиях) офицерской кают-компании 2 отсека.

### Радиоэлектронное оснащение
Радиоэлектронное оборудование проекта включает:
- Боевая информационно-управляющая система «Туча», обеспечивающая применение ракетного и торпедного вооружения[3], а также сбор и обработку данных об окружающей обстановке и решение навигационных задач. БИУС «Туча» разрабатывалась с 1961 года и была принята на вооружение в 1967 году[4];
- Гидроакустический комплекс «Керчь»;
- Радиолокационный комплекс РЛК-101 «Альбатрос»;

и др.

### Навигационное оборудование
Первые четыре корабля имели на вооружении навигационный комплекс «Сигма». На кораблях, построенных позже 1972 года взамен него устанавливался комплекс «Тобол». Корабли поздней постройки также несли систему спутниковой навигации «Циклон».

## Вооружение
Основным вооружением лодок базового проекта 667А «Навага» являлись 16 баллистических ракет Р-27 (РСМ-25) с моноблочной боеголовкой 1 Мт и дальностью стрельбы до 2400 км. Старт ракет — только подводный. 6 торпедных аппаратов и 22 торпеды против подлодок и надводных кораблей, 2 из них — с ядерными зарядами.

## Модификации
Серия 667А была самой многочисленной среди всех проектов советских атомных подводных лодок и имела большое количество модификаций.
Выводимые по договору ОСВ-1 РПКСН использовались в ряде экспериментальных проектов. Из РПКСН вырезались ракетные отсеки, вместо них встраивались новые, спроектированные для использования АПЛ в качестве носителя по соответствующим программам.
Назначение проектов:
- Проект 667АУ «Налим» — установка усовершенствованного ракетного комплекса Д-5У с ракетами Р-27У, 9 лодок.
- Проект 667АМ «Навага-М» — модернизация К-140 для проведения испытаний новой твердотопливной ракеты Р-31.
- Проект 667М «Андромеда» — модернизация К-420 для проведения испытаний стратегических сверхзвуковых (М=2,5-3,0) КР «Метеорит-М» с дальностью более 5000 км.
- Проект 667АТ «Груша» — модернизация К-253, К-395, К-423 для использования в качестве носителей дозвуковых стратегических крылатых ракет C-10 «Гранат», запускаемых из торпедного аппарата. По этому проекту планировалась, но не была проведена модернизация: К-408, К-236, К-399[5].
- Проект 09774 (667АН) — модернизация К-411 в носитель сверхмалых подводных лодок, с установкой аппаратуры для проведения научных исследований.
- Проект 667АК «Аксон-1» и Проект 09780 «Аксон-2» — последовательные модернизации К-403 «Казань» для испытания гидроакустических комплексов подводных лодок 3-го и 4-го поколения соответственно.

### Проект 667АУ «Налим»
10 июня 1971 года вышло постановление правительства предусматривающее разработку модернизированного комплекса Д-5У с ракетами Р-27У с увеличенной дальностью полёта до 3000 км. В декабре 1972 года 19-я дивизия получила первый подводный крейсер проекта 667АУ — К-228. Корабль был принят в состав дивизии без подписания Государственного Акта приемки корабля от промышленности в связи с незавершенными испытаниями ракетного комплекса. В ходе отработки комплекса в сентябре 1972 — августе 1973 года были проведены испытания ракеты Р-27У, 4 января 1974 года комплекс Д-5У был принят на вооружение.
Помимо увеличенной дальности новая ракета Р-27У (SS-N-6 Mod2/3) несла РГЧ «рассеивающего» типа, оснащённую тремя боевыми блоками по 200 кт, без системы индивидуального наведения или обычную моноблочную ГЧ.
Кроме ракетного комплекса Д-5У на подводных крейсерах 667АУ проекта был установлен первый инерциальный навигационный комплекс «Тобол».
В 1972—1983 годах флот получил ещё восемь РПКСН: К-219, К-245, К-241, К-430, К-426, К-444, К-446 и К-451, модернизированных или достроенных по проекту 667АУ.

### Проект 667АМ шифр «Навага-М»

Силуэт ПЛ проекта 667АМ «Навага-М»

Проект разрабатывался в Ленинградском КБ «Рубин» для проведения испытаний новой твердотопливной ракеты Р-31. Разработка проекта велась под руководством главного конструктора О. Я. Марголина.
Для переоборудования по проекту 667АМ был выделен второй корабль проекта 667А — К-140.
Из-за большей массы твердотопливной ракеты число ракетных шахт было сокращено до 12. Увеличилось полное водоизмещение. Внешние отличия заключались в уменьшенной длине и увеличенной высоте кормовой надстройки.
Работы по модернизации начались на судоремонтном заводе «Звездочка» в Северодвинске в 1973 году.
Первый пуск Р-31 с борта К-140 состоялся 26 декабря 1976 года из акватории Белого моря.
В середине 1990 года вышел приказ Минобороны об утилизации всех ракет Р-31 методом отстрела. Для пусков было отобрано 10 ракет, ещё 6 были утилизированы на берегу. Пуски продолжались с 17 сентября по 1 декабря 1990 года, все они прошли успешно. 17 декабря 1990 года К-140 была отправлена в Северодвинск для утилизации.

### Проект 667М «Андромеда»

Силуэт ПЛ проекта 667М «Андромеда»

В соответствии с постановлением правительства от 9 декабря 1976 года началась разработка нового класса морских стратегических вооружений — сверхзвуковых (М=2,5-3,0) КР «Метеорит-М» с КР ЗМ25 с дальностью более 5000 км. Дальность КР выбиралась с учётом глубины активной противолодочной обороны США и расположения возможных целей.
Работы велись в КБ В. Н. Челомея, параллельно в СССР велась разработка дозвуковых стратегических крылатых ракет C-10 «Гранат», предназначенных для запуска из торпедных аппаратов.
Для испытания нового ракетного комплекса в Северодвинске в 1980—1985 годах была переоборудована К-420. В ходе модернизации вырезался четвёртый и пятый ракетные отсеки, вместо них устанавливалась новая секция из трёх отсеков. С каждой стороны ракетных отсеков, между прочным и лёгким корпусом размещалось по 6 контейнеров для сверхзвуковых КР.
Первый пуск КР с борта подводной лодки состоялся в Баренцевом море 26 декабря 1983 года. В 1984 году была проведена серия из 21 испытательного пуска. В начале 1990-х годов работы по проекту были прекращены, с 1991 по 1994 год К-420 в торпедном варианте служила в 24-й дивизии подводных лодок.

### Проект 667АТ «Груша»

Силуэт ПЛ проекта 667АТ «Груша»

Для дозвуковых стратегических крылатых ракет C-10 «Гранат», была разработана модификация 667АТ «Груша» на базе подводных лодок 667-го проекта. Лодки проекта 667АТ стали первыми подводными носителями этих КР.
Модернизация проводилась в Северодвинске. У подводных лодок вырезался 4-й и 5-й (ракетные) отсеки и вместо них вваривался новый, в котором располагалось восемь 533 мм торпедных аппаратов. Впервые в отечественном подводном кораблестроении ТА устанавливались под углом, в средней части подлодки.
На корабли устанавливали усовершенствованный навигационный комплекс «Тобол-667АТ». Главная энергетическая установка и общекорабельные системы оставлялись с минимальными изменениями.
Основное вооружение корабля этой модификации составили 32 стратегические КР C-10 «Гранат», запускаемые из восьми 533-мм ТА, расположенных в 5-м отсеке. Вместо КР ТА могли использоваться для запуска дальноходных торпед и постановки мин.
Представители
Всего по проекту 667АТ были модернизированы три АПЛ проекта 667:
- К-253 — вступила в строй в 1969 году, модернизация завершена 20 декабря 1988 года[3];
- К-423 — модернизация завершена в 1986 год. Была утилизирована в 2003 году на заводе «Нерпа». Рубка установлена в качестве мемориала во дворе средней школы № 15 в г. Красавино Вологодской области, где учился Герой России Сергей Преминин, заглушивший реактор аварийной К-219 ценой собственной жизни.
- К-395 — модернизация завершена в 1991 году;

Все три АПЛ входили в состав 24-й дивизии подводных лодок Северного флота. Дольше всех из них прослужила К-395, исключённая из боевого состава флота 1 сентября 2002 года.

### Проект 09774 (667АН)

Силуэт ПЛ проекта 667АН

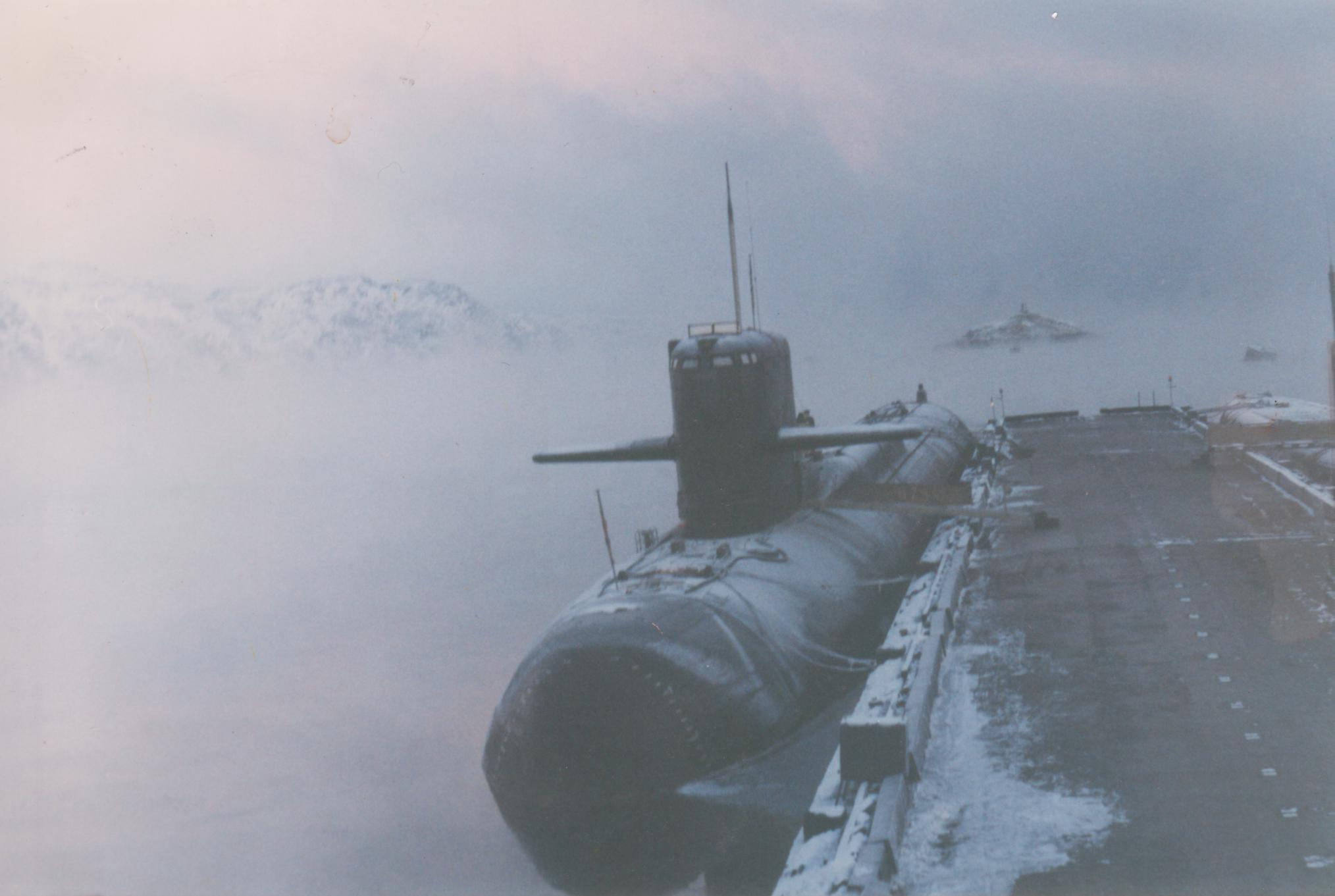
БАПЛ К-411 «Оренбург». Оленья Губа. 2000 год

В 1990 году была завершена модернизация РПКСН К-411 «Оренбург» проекта 667А.
В ходе модернизации крейсер был переоборудован в носитель сверхмалых подводных лодок. Был вырезан пятый ракетный отсек, вместо него вставлен блок, в котором размещены научно-исследовательская аппаратура и оборудование, каюты и бытовые помещения для экипажа и исследователей. В результате корпус корабля был удлинен до 162,5 м, торпедное вооружение демонтировано не было.
Была существенно увеличена автономность плавания, для этого было предусмотрено размещение большего количества запасов и улучшены условия для жизнедеятельности экипажа и исследователей. Переоборудование осуществлялось МП «Звездочка» в кооперации с ПО «Севмашпредприятие», которое изготовило новый блок корпуса.
Подводную лодку поставили в эллинг МП «Звездочка» в октябре 1983 года, а спустили на воду — в июне 1990 года. В 1991 году была принята в состав ВМФ.
Была утилизирована в 2009 году. Часть рубки «Оренбурга» сохранена как мемориал «Защитникам Отечества», установленный в посёлке Колтуши Ленинградской области и открытый 21 августа 2010 года.

### Проект 667АК «Аксон-1»

Силуэт ПЛ проекта 667АК «Аксон-1»

В 1979—1983 годах К-403 была переоборудована в лодку специального назначения по проекту 667АК «Аксон» и использовалась для испытаний гидроакустического комплекса «Скат-3» для АПЛ 3-го поколения.

### Проект 09780 «Аксон-2»

Силуэт ПЛ проекта 09780 «Аксон-2»

Для испытания ГАК для подводных лодок 4-го поколения в 1985 году в ЦКБМТ «Рубин» был разработан технический проект переоборудования проекта 667А в 09780 «Аксон-2».
6 августа 1987 года на модернизацию по этому проекту на ДВЗ «Звезда» была поставлена К-415.
В 1988 году для уменьшения финансовых затрат был подготовлен скорректированный проект по переоборудованию 667АК после завершения испытаний по программе «Аксон-1» и работы на К-415 были прекращены.
В 1991—1995 годах К-403 «Казань» прошла модернизацию по усовершенствованному проекту «Аксон-2». В 1996—2000 годах подводная лодка служила базой для испытаний гидроакустического комплекса для АПЛ 4 поколения. 9 декабря 2005 года спущен Андреевский флаг, передана гражданскому экипажу в ожидании утилизации.

«Преемника» для проведения новых испытаний у проекта нет — это связано с отсутствием средств на модернизацию или строительство новой подводной лодки. Завершение эксплуатации К-403 «Казань» связано с тем, что 
в настоящее время энергоресурс ядерной энергетической установки «Аксона» на исходе, спецификационные сроки службы атомного реактора, корпуса подлодки, основных механизмов, систем автоматики и корабельных кабелей давно истекли. Безаварийная эксплуатация корабля в таком состоянии не может гарантироваться даже при самых «щадящих» режимах его использования…
В апреле 2009 года с подводной лодки выгружено отработанное ядерное топливо.
6 октября 2009 года 17:35 мск на утилизируемой АПЛ «Казань» при демонтаже гидроакустического комплекса с использованием газовой резки произошло возгорание изоляционных материалов. Из-за большого количества горючих изоляционных материалов на отдельные очаги пожар был разбит только к 23:30.

## Служба
Все подводные лодки проекта 667А служили в составе Северного и Тихоокеанского флотов, входили в состав дивизий, включавших только стратегические АПЛ. На Северном флоте это были 31-я ДиПЛ и 19-я ДиПЛ, обе базировавшиеся на Гаджиево. Их районы дежурства находились в Атлантическом океане, в относительной близости к восточному побережью США. На Тихоокеанском флоте АПЛ проекта 667А получили 8-я ДиПЛ и 25-я ДиПЛ, обе с базой на Камчатке и с боевым дежурством у западного побережья США. Служба этих кораблей как и всего класса РПКСН отличалась высокой интенсивностью, для большинства из них были сформированы по два экипажа, а использование велось по т. н. «Циклу» использования кораблей для несения боевой службы в районах боевого патрулирования, включавшему боевую службу, межпоходовый ремонт и подготовку к следующей боевой службе, причём «Цикл» имел расписание с точностью до часа и контролировался на уровне ЦК КПСС.

### Утилизация
Все подводные лодки этого проекта поэтапно были выведены из состава флота и утилизированы. Последняя АПЛ «К-415» была утилизирована в 2011 году.
При полной утилизации одной АПЛ было извлечено лома металлов:
- более 3500 тонн стального (300 тонн нержавеющей, 1100 тонн маломагнитной, 1900 тонн без сорта)
- 322 тонны цветного
  - 50 тонн медного
  - 70 тонн латунного
  - 70 тонн бронзового
  - 30 тонн медно-никелевого
  - 5 тонн алюминиевого.

## Список построенных ПЛАРБ
| Завод № 402, Северодвинск         | Завод № 402, Северодвинск | Завод № 402, Северодвинск | Завод № 402, Северодвинск | Завод № 402, Северодвинск     | Завод № 402, Северодвинск | Завод № 402, Северодвинск                                                            |
| Номер                             | Зав. №                    | Закладка                  | Спуск                     | Дата вступления в строй, флот | Списание                  | Статус                                                                               |
| --------------------------------- | ------------------------- | ------------------------- | ------------------------- | ----------------------------- | ------------------------- | ------------------------------------------------------------------------------------ |
| К-137 1970-«Ленинец»              | 420                       | 04.11.1964                | 11.09.1966                | 6 ноября 1967, СФ             | 1994                      | 1985-модернизирован по пр.667АУ Утилизирована в 2003                                 |
| К-140                             | 421                       | 19.09.1965                | 23.08.1967                | 30 декабря 1967, СФ           | 1990                      | 1978-модернизирован по пр.667АМ Утилизирована в 1998                                 |
| К-26                              | 422                       | 30.12.1965                | 23.12.1967                | 3 сентября 1968, СФ           | 1988                      | Утилизирована в 2003                                                                 |
| К-32                              | 423                       | 23.04.1966                | 25.04.1968                | 26 октября 1968, СФ           | 1990                      | Утилизирована в 1998                                                                 |
| К-216                             | 424                       | 28.06.1966                | 06.08.1968                | 27 декабря 1968, СФ           | 1988                      | Утилизирована в 1994                                                                 |
| К-207                             | 400                       | 04.11.1966                | 20.09.1968                | 30 декабря 1968, СФ           | 1989                      | Утилизирована в 2001                                                                 |
| К-210                             | 401                       | 16.12.1966                | 29.12.1968                | 6 августа 1969, СФ            | 1988                      | Утилизирована в 2001                                                                 |
| К-249                             | 402                       | 18.03.1967                | 30.03.1969                | 27 сентября 1969, СФ          | 1988                      | Утилизирована в 2004                                                                 |
| К-253                             | 414                       | 26.06.1967                | 05.02.1969                | 27 сентября 1969, СФ          | 1993                      | 1988-модернизирован по пр.667АТ Утилизирована в 2004                                 |
| К-395                             | 415                       | 08.09.1967                | 28.07.1969                | 5 декабря 1969, СФ            | 2002                      | 1991-модернизирован по пр.667АТ Утилизирована в 2007                                 |
| К-408                             | 416                       | 20.01.1968                | 10.09.1969                | 25 декабря 1969, СФ           | 1988                      | 1984-модернизирован по пр.667АТ Утилизирована в 1995                                 |
| К-411 1998-«Оренбург»             | 430                       | 25.05.1968                | 16.01.1970                | 31 августа 1970, СФ           | 2004                      | 1990-модернизирован по пр.09774 Утилизирована в 2009                                 |
| К-418                             | 431                       | 29.06.1968                | 14.03.1970                | 22 сентября 1970,СФ           | 1989                      | Утилизирована в 1998                                                                 |
| К-420                             | 432                       | 12.10.1968                | 25.04.1970                | 29 октября 1970, СФ           | 1994                      | 1990-модернизирован по пр.667М Утилизирована в 2003                                  |
| К-423                             | 440                       | 13.01.1969                | 14.07.1970                | 13 ноября 1970, СФ            | 1994                      | 1987-модернизирован по пр.667АТ Утилизирована в 2003                                 |
| К-426                             | 441                       | 17.04.1969                | 28.08.1970                | 22 декабря 1970, СФ           | 1990                      | Утилизирована в 2005                                                                 |
| К-415                             | 442                       | 04.07.1969                | 26.06.1970                | 30 декабря 1970, СФ 1972-ТОФ  | 1988                      | 1987-модернизирован по пр.09780 не закончена Утилизирована в 2011                    |
| К-403 1997-«Казань»               | 450                       | 18.08.1969                | 25.03.1971                | 12 августа 1971, СФ           | 2004                      | 1983-модернизирован по пр.667АК 1996-модернизирован по пр.09780 Утилизирована в 2010 |
| К-245                             | 451                       | 16.10.1969                | 09.08.1971                | 16 декабря 1971,СФ            | 1992                      | 1977-модернизирован по пр.667АУ Утилизирована в 1995                                 |
| К-214                             | 452                       | 19.02.1970                | 01.09.1971                | 31 декабря 1971,СФ            | 1991                      | 1980-модернизирован по пр.667АУ Утилизирована в 1998                                 |
| † К-219                           | 460                       | 28.05.1970                | 08.10.1971                | 31 декабря 1971,СФ            |                           | Достроена по пр.667АУ 06.10.1986-Погибла в Атлантике                                 |
| К-228                             | 461                       | 04.09.1970                | 03.09.1972                | 30 сентября 1972,СФ           | 1992                      | Достроена по пр.667АУ Утилизирована в 1997                                           |
| К-241                             | 462                       | 24.12.1970                | 09.06.1972                | 23 октября 1972,СФ            | 1992                      | 1981-модернизирован по пр.667АУ Утилизирована в 1994                                 |
| К-444                             | 470                       | 08.04.1971                | 01.081972                 | 9 декабря 1972,СФ             | 1994                      | 1983-модернизирован по пр.667АУ Утилизирована в 1995                                 |
| Завод № 199, Комсомольск-на-Амуре |                           |                           |                           |                               |                           |                                                                                      |
| Номер                             |                           |                           |                           | Дата вступления в строй       |                           |                                                                                      |
| К-399                             | 151                       | 23.02.1968                | 23.06.1969                | 24 декабря 1969, ТОФ          | 1990                      | 1982-модернизирован по пр.667АТ (не закончена) Утилизирована в 1998                  |
| К-434                             | 152                       | 23.02.1969                | 29.05.1970                | 30 ноября 1970, ТОФ           | 1989                      | Утилизирована в 2007                                                                 |
| К-236                             | 153                       | 06.11.1969                | 04.08.1970                | 27 декабря 1970, ТОФ          | 1990                      | 1985-модернизирован по пр.667АТ (не закончена) Утилизирована в 1994                  |
| К-389                             | 154                       | 26.07.1970                | 27.06.1971                | 25 ноября 1971, ТОФ           | 1990                      | Утилизирована в 1995                                                                 |
| К-252                             | 155                       | 25.12.1970                | 12.09.1971                | 31 декабря 1971, ТОФ          | 1989                      | 1975-модернизирован по пр.667АУ Утилизирована в 1991                                 |
| К-258                             | 156                       | 30.03.1971                | 26.05.1972                | 30 сентября 1972, ТОФ         | 1991                      | 1975-модернизирован по пр.667АУ Утилизирована в 1998                                 |
| К-446                             | 157                       | 07.11.1971                | 08.08.1972                | 30 декабря 1972, ТОФ          | 1993                      | Достроена по пр.667АУ Утилизирована в 1996                                           |
| К-451 1978-«60 лет ВЛКСМ»         | 158                       | 23.02.1972                | 29.04.1973                | 7 сентября 1973, ТОФ          | 1991                      | Достроена по пр.667АУ Утилизирована в 1999                                           |
| К-436                             | 159                       | 07.11.1972                | 25.07.1973                | 5 декабря 1973, ТОФ           | 1992                      | Достроена по пр.667АУ Утилизирована в 1999                                           |
| К-430                             | 160                       | 27.07.1973                | 28.07.1974                | 25 декабря 1974, ТОФ          | 1995                      | Достроена по пр.667АУ Утилизирована в 2005                                           |